# 복합 프로그래머블 논리 소자

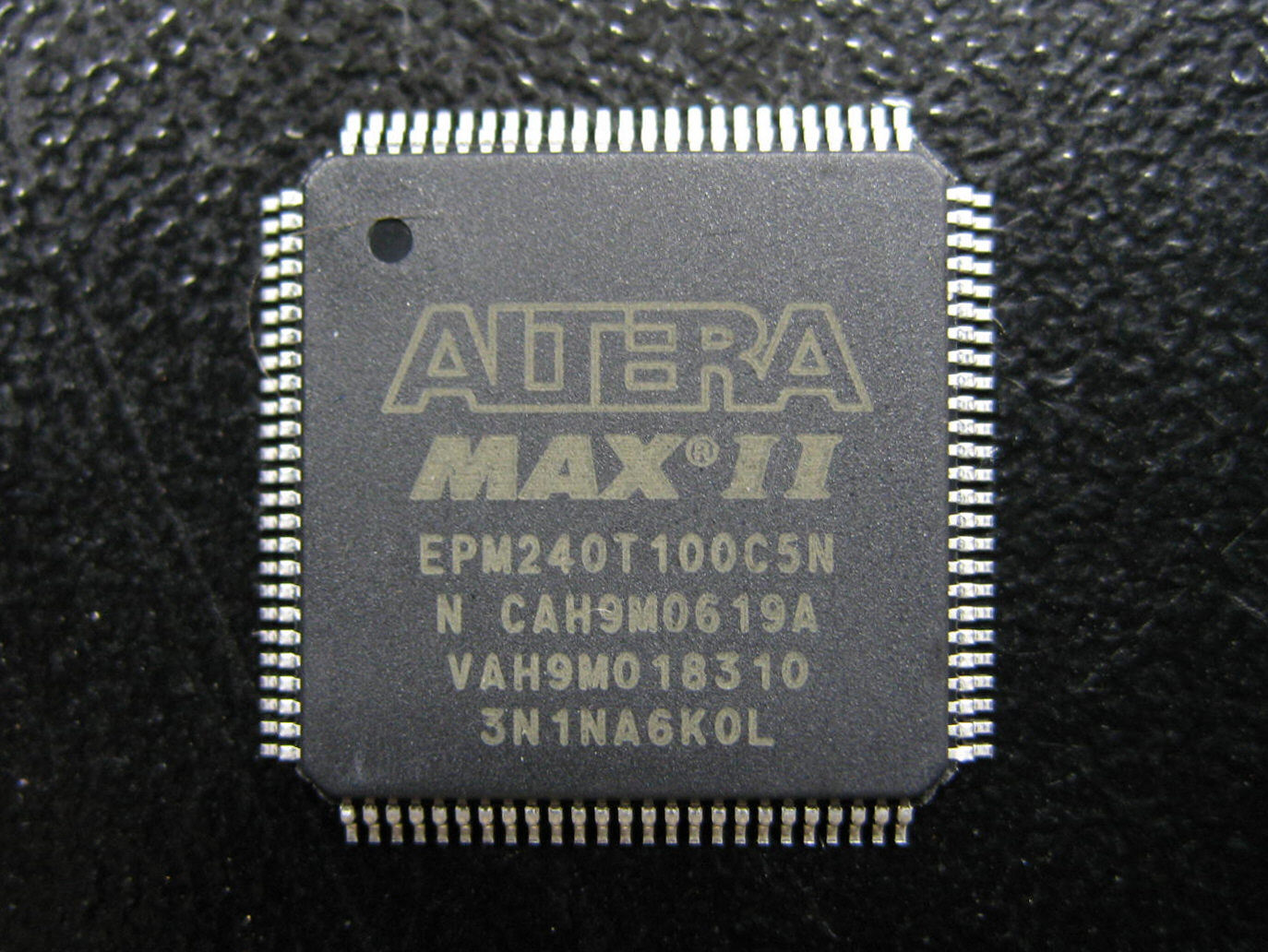
알테라 맥스2 복합 프로그래머블 논리 소자

복합 프로그래머블 논리 소자(Complex Programmable Logic Device)는 현장 프로그래머블 게이트 어레이 (FPGA)와 프로그래머블 어레이 논리 (PAL)의 복합성과 구조적 특성을 지니고 있는 프로그래머블 논리 소자 (PLD)이다. 제조된 복합 프로그래머블 논리 소자의 블록은 논리적 표준형 식과 더 특별한 논리 연산을 실행하는 논리가 포함된 매크로셀(macrocell)이다.
프로그래머블 어레이 논리와 동일한 특징:
- 비휘발 설정 메모리. 대다수 현장 프로그래머블 게이트 어레이와 다르게 외부 설정 ROM이 불필요하고, 복합 프로그래머블 논리 소자는 시스템 시작하자마자 동작할 수 있다.
- 특히 큰 소자는 라우팅 대부분이 (내부 상태저장이나 깊은 레이어 논리의 작은 이점으로) 외부핀과 연결된 입력과 출력신호를 가지는 논리블록을 수반한다.

현장 프로그래머블 게이트 어레이와 동일한 특징:
- 큰수의 게이트가 가능함. 복합 프로그래머블 논리 소자는 일반적으로 수천에서 수십만의 논리 게이트와 동등하며, 적당히 복잡한 데이터 처리 장치의 수행이 가능하다. 프로그래머블 어레이 논리는 일반적으로 수백 게이트와 동등하며, 현장 프로그래머블 게이트 어레이는 일반적으로 수백만에서 수백만의 범위이다.
- 어떤 제품은 논리가 결과의 합식보다 유연하도록 매크로셀 사이에 복합한 피드백 라인과 (내부 연산회로 같은) 일반적으로 사용되는 다양한 기능을 실행하는 특별한 논리를 포함한다.

큰 복합 프로그래머블 논리 소자와 작은 현장 프로그래머블 게이트 어레이의 가장큰 다른점은 복합 프로그래머블 논리 소자에는 칩내부에 비활성 메모리가 존재한다. 구조적 접근에서 다른점은 중간체 영역으로부터 분명히 더 멀다.
비휘발의 특징은 복합 프로그래머블 논리 소자가 이런 능력을 가지지 않는 다른 소자를 제어 이전에 처리하는 부트 로더 기능을 수행하는 현대 디지털 설계에 종종 사용되는 것을 의미한다. 좋은 예로 복합 프로그래머블 논리 소자가 비활성 메모리에서 현장 프로그래머블 게이트 어레이에 환경설정 데이터를 올리는 데 사용된다.
(처음으로 시그네틱스에 의하여 판매된) 프로그래머블 논리 어레이 (PLA)와 프로그래머블 어레이 논리보다 우월하면서 심지어 더 작은 소자로 진보적인 단계가 복합 프로그래머블 논리 소자이다.
두 소자 사이에서 향상된 현장 프로그래머블 게이트 어레이는 두가지 종류가 근본적으로 구별할 수 없을 때까지 의미해지는 경향이 계속되었다.

## 잘알려진 CPLD 공급회사
- 알테라
- 아트멜
- 사이프러스 반도체
- 래티스 세미컨덕터
- 자이링스

## 같이 보기
- 소거형 프로그래머블 논리 소자 (EPLD)
- 단순 프로그래머블 논리 소자 (SPLD)
- 매크로셀 어레이
- 프로그래머블 어레이 논리 (PAL)
- 프로그래머블 논리 소자 (PLD)
- 현장 프로그래머블 게이트 어레이 (FPGA)